# Adrienne Yabouza
Adrienne Yabouza (sinh năm 1965) là một nhà văn đến từ Cộng hòa Trung Phi. Bà ấy là di sản Yakoma. bà đã viết một số tiểu thuyết và một cuốn sách cho trẻ em, một số trong đó đã được chấp bút với sự hợp tác với nhà văn Pháp Yves Pinguilly.

## Đời sống
Yabouza bắt đầu viết khi bà mười tuổi. Khi còn là một bà gái trẻ, bà chạy trốn khỏi cuộc nội chiến ở Cộng hòa Trung Phi và đến Cộng hòa Congo; từ đó bà trốn sang Pháp, nơi bà đòi tị nạn chính trị. bà không bao giờ tham dự bất kỳ tổ chức giáo dục đại học. Mặc dù sau đó bà trở về quê nhà, bà vẫn tiếp tục lên tiếng chống lại bạo lực chính trị mà nó đã gây ra, trong đó có cuộc đảo chính năm 2013.
Yabouza là một thợ làm tóc trong nhiều năm ở Bangui, và đã đảm nhiệm nhiều bàng việc khác trong suốt sự nghiệp của mình. bà sống ở khu phố Lakouanga của Bangui. bà viết bằng tiếng Pháp, và cũng nói tiếng Sango và Lingala ngoài tiếng Yakoma bản địa của mình. bàng việc của bà giải quyết những khó khăn mà phụ nữ ở Cộng hòa Trung Phi gặp phải, và nhiều câu chuyện bà kể bắt nguồn từ những câu chuyện gia đình và từ những điều bà đã nghe trong khu phố của mình và làm việc trong tiệm, những nơi mà phụ nữ cảm thấy thoải mái chính họ. Bà ấy đã nói rằng bà ấy phát minh ra sự thật, rằng cuộc sống của các nữ anh hùng của bà ấy không đặc biệt dựa vào chính bà ấy. Trong số những ảnh hưởng của bà, bà trích dẫn cả Mariama Bâ và Ousmane Sembène. Ba cuốn tiểu thuyết đầu tiên của bà dự định được xem là một bộ ba. Góa phụ, bà có năm đứa con và là bà nội; bà tự mình nuôi con, làm mẹ đơn thân.

## bàng trình
- La défaite des mères, tiểu thuyết (2008) (với Yves Pinguilly)
- Bangui… allowi, tiểu thuyết (2009) (với Yves Pinguilly)
- Le bleu du ciel biani biani, tiểu thuyết (2010) (với Yves Pinguilly)
- Coup d'état, tiểu thuyết, được xuất bản với bút danh Auguste Komelo Nikodro (2010)
- La maltraite des veuves, tiểu thuyết (2013)
- Comme des oiseaux, cuốn sách dành cho trẻ em (2015)
- Co-épouse et co-veuves, tiểu thuyết (2015)